# 71-й истребительный авиационный полк ВВС Балтийского флота
71-й истребительный авиационный Краснознамённый полк ВВС Балтийского флота — воинская часть Вооружённых Сил СССР в Великой Отечественной войне.

## История
Полк сформирован в сентябре 1940 года.
В составе действующей армии во время Великой Отечественной войны c 22 июня 1941 по 31 мая 1943 года.
На 22 июня 1941 года базируется на аэродромах под Таллином: Лагсберг (56 И-153) и Юлемисте (3 МиГ-3, 8 Як-1, 3 И-15 бис, 2 УТ-1, 1 УТ-2, 3 У-2).
С начала войны прикрывает с воздуха Таллин и острова Моонзундского архипелага. В августе 1941 года полк в основном был задействован в ударах и прикрытию ударов по колоннам противника, которые продвигались к Таллину, действует в района Нарвы, Кингисеппа, Волосово, а также прикрывает конвои судов, которые эвакуировались из Таллина. В конце августа 1941 года остатки полка перелетели в Ленинград.
В сентябре 1941 года полк действует над Ленинградом и ближними подступами к нему — Гатчина, Ораниенбаум, Пушкин, Стрельна, Урицк, Пулково, Красное Село. 24 сентября 1941 года перелетел в Кронштадт и с этого времени отвечал за прикрытие военно-морской базы в Кронштадте. Дислоцировался на аэродроме Бычье поле под Кронштадтом. В ноябре 1941 года отдельная эскадрилья И-16 и И-15 бис сформированная из состава полка перелетела в Новую Ладогу, где действует на тихвинском направлении и над «Дорогой Жизни». Полк же действует над Кронштадтом до преобразования, отражает налёты вражеских самолётов наносящих удары по Кронштадту, устанавливающих мины в Финском заливе, осуществляет противодесантные налёты на острова.
На лето 1942 года имел около 20 боеспособных И-16 и И-153.
С начала войны до 23 октября 1942 года лётчики полка совершили 15962 самолётовылета, из них 3715 — на штурмовку. При этом по отчётам полка было уничтожено и выведено из строя: 31 танк, 40 танкеток, более 700 автомашин с войсками и грузами, разбито 37 зенитных орудий, 3 паровоза, 58 вагонов, более 200 зенитно-пулемётных точек, взорвано 10 складов с горючим и боеприпасами, потоплено 14 мелких кораблей противника. В воздушных боях сбито 143 самолёта противника и 5 аэростатов заграждения.
В 1943 году перевооружён самолётами Як-7.
31 мая 1943 года Приказом Наркома ВМФ № 190 «за проявленную отвагу в воздушных боях с немецко-фашистскими захватчиками, за стойкость, мужество, дисциплину и организованность, за героизм личного состава» преобразован в 10-й гвардейский истребительный авиационный полк ВВС Балтийского флота.

## Полное наименование
71-й истребительный авиационный Краснознамённый полк ВВС Балтийского флота

## Подчинение
| Дата            | Флот            | Армия | Корпус | Дивизия (бригада)                                             | Примечания |
| --------------- | --------------- | ----- | ------ | ------------------------------------------------------------- | ---------- |
| 22.06.1941 года | Балтийский флот | -     | -      | 10-я смешанная авиационная бригада ВВС Балтийского флота      | -          |
| 01.07.1941 года | Балтийский флот | -     | -      | 10-я смешанная авиационная бригада ВВС Балтийского флота      | -          |
| 10.07.1941 года | Балтийский флот | -     | -      | 10-я смешанная авиационная бригада ВВС Балтийского флота      | -          |
| 01.08.1941 года | Балтийский флот | -     | -      | 10-я смешанная авиационная бригада ВВС Балтийского флота      | -          |
| 01.09.1941 года | Балтийский флот | -     | -      | 10-я смешанная авиационная бригада ВВС Балтийского флота      | -          |
| 01.10.1941 года | Балтийский флот | -     | -      | 61-я истребительная авиационная бригада ВВС Балтийского флота | -          |
| 01.11.1941 года | Балтийский флот | -     | -      | 61-я истребительная авиационная бригада ВВС Балтийского флота | -          |
| 01.12.1941 года | Балтийский флот | -     | -      | 61-я истребительная авиационная бригада ВВС Балтийского флота | -          |
| 01.01.1942 года | Балтийский флот | -     | -      | 61-я истребительная авиационная бригада ВВС Балтийского флота | -          |
| 01.02.1942 года | Балтийский флот | -     | -      | 61-я истребительная авиационная бригада ВВС Балтийского флота | -          |
| 01.03.1942 года | Балтийский флот | -     | -      | 61-я истребительная авиационная бригада ВВС Балтийского флота | -          |
| 01.04.1942 года | Балтийский флот | -     | -      | 61-я истребительная авиационная бригада ВВС Балтийского флота | -          |
| 01.05.1942 года | Балтийский флот | -     | -      | 61-я истребительная авиационная бригада ВВС Балтийского флота | -          |
| 01.06.1942 года | Балтийский флот | -     | -      | 61-я истребительная авиационная бригада ВВС Балтийского флота | -          |
| 01.07.1942 года | Балтийский флот | -     | -      | 61-я истребительная авиационная бригада ВВС Балтийского флота | -          |
| 01.08.1942 года | Балтийский флот | -     | -      | 61-я истребительная авиационная бригада ВВС Балтийского флота | -          |
| 01.09.1942 года | Балтийский флот | -     | -      | 61-я истребительная авиационная бригада ВВС Балтийского флота | -          |
| 01.10.1942 года | Балтийский флот | -     | -      | 61-я истребительная авиационная бригада ВВС Балтийского флота | -          |
| 01.11.1942 года | Балтийский флот | -     | -      | 61-я истребительная авиационная бригада ВВС Балтийского флота | -          |
| 01.12.1942 года | Балтийский флот | -     | -      | 61-я истребительная авиационная бригада ВВС Балтийского флота | -          |
| 01.01.1943 года | Балтийский флот | -     | -      | 61-я истребительная авиационная бригада ВВС Балтийского флота | -          |
| 01.02.1943 года | Балтийский флот | -     | -      | 61-я истребительная авиационная бригада ВВС Балтийского флота | -          |
| 01.03.1943 года | Балтийский флот | -     | -      | 61-я истребительная авиационная бригада ВВС Балтийского флота | -          |
| 01.04.1943 года | Балтийский флот | -     | -      | 61-я истребительная авиационная бригада ВВС Балтийского флота | -          |
| 01.05.1943 года | Балтийский флот | -     | -      | 61-я истребительная авиационная бригада ВВС Балтийского флота | -          |

## Отличившиеся воины полка
| Награда | Ф. И. О.                          | Должность                        | Звание            | Дата награждения | Примечания                                        |
| ------- | --------------------------------- | -------------------------------- | ----------------- | ---------------- | ------------------------------------------------- |
|         | Батурин, Александр Герасимович    | Заместитель командира эскадрильи | старший лейтенант | 23.10.1942       |                                                   |
|         | Багиров, Гусейн Ага Рза оглу      |                                  | старший лейтенант | 14.08.1941       | 13.07.1944                                        |
|         | Горбачёв, Иван Илларионович       | Командир эскадрильи              | капитан           |                  | 10.08.1941 совершил таран над Ирбенским проливом  |
|         | Зосимов, Дмитрий Иванович         | Заместитель командира эскадрильи | капитан           |                  | 22.07.1941 совершил таран над Веймарном           |
|         | Михалёв, Владимир Александрович   | Командир звена                   | старший лейтенант | 13.08.1941       | 18.07.1941 совершил таран над Нарвой              |
|         | Ситников, Анатолий Викторович     | Лётчик                           | сержант           | 15.07.1943       | 21.05.1943 совершил таран над островом Лавенсаари |
|         | Соловьёв, Константин Владимирович | Командир эскадрильи              | капитан           | 23.10.1942       | Погиб 27.12.1942                                  |